# 矮生杜鹃
矮生杜鹃（学名：Rhododendron proteoides），为杜鹃花科杜鹃花属下的一个植物种。